# Otto Happel
Otto Happel (* 9. Februar 1948) ist ein deutscher Unternehmer.

## Leben
Happel ist der Sohn von Otto Happel sen. und Elisabeth Happel. Sein Vater gründete 1920 in Bochum die Gesellschaft für Entstaubungsanlagen GEA, deren Leitung nach seinem Tode am 26. Dezember 1948 zunächst Elisabeth Happel übernahm. 1974 erfolgte die Übergabe der Geschäftsführung des Unternehmens, welches etwa 100 Millionen Euro Umsatz hatte, an den Sohn Otto Happel junior. Er hatte an der RWTH Aachen Ingenieurwissenschaften studiert und mit der Promotion abgeschlossen. Seit Studententagen ist er Mitglied der katholischen Studentenverbindung K.D.St.V. Marchia (Breslau) zu Aachen im CV.
Während der folgenden 25 Jahre wandelte Otto Happel als CEO und später als Aufsichtsratsvorsitzender die GEA zu einem globalen Systemanbieter um und entwickelte Maschinen und Anlagen für die Lebensmittelindustrie sowie für die Energie-, Klima- und Kältetechnik-Branche. Im Zuge der Gründung vieler Auslands-Niederlassungen und von mehr als 70 Akquisitionen globalisierte er die Unternehmensgruppe umfassend mit mehr als 200 Tochtergesellschaften in 60 Ländern. 1989 führte Happel das Unternehmen an die Frankfurter Börse, behielt aber die Mehrheit der Stammaktien in der Familie.
Bis 1999 hatte die GEA ihren Umsatz auf mehr als 2,5 Milliarden Euro gesteigert, proportional dazu auch den Gewinn. 1999 verschmolz Happel zunächst seine Mehrheitsbeteiligung mit der MG Technologies und wurde dadurch zu ihrem größten Aktionär. Nachdem MG in der neuen GEA Group AG aufgegangen war, veräußerte er im Jahr 2006 sein maßgebendes Aktienpaket an institutionelle Investoren. GEA ist heute der größte deutsche börsennotierte Maschinenbauer und breit diversifiziert. 2018 hatte GEA einen Umsatz von 4,8 Milliarden Euro und beschäftigte etwa 18.600 Mitarbeiter.
Von Mai 1993 bis April 2013 war er Mitglied des Commerzbank-Aufsichtsrats.

### Privates
Happel ist Eigentümer der Seychellen-Insel Frégate sowie der Segelyacht Hetairos, einer zweimastigen Ketsch.

## Vermögen
Auf der Forbes-Liste der reichsten Menschen der Welt stand Happel im Jahr 2019 auf Platz 838 mit einem Vermögen von etwa 3 Milliarden US-Dollar.